# Gaius Anicius Cerialis
Gaius Anicius Cerialis  war ein römischer Politiker und Senator des 1. Jahrhunderts.
Cerialis wurde im Jahr 40 zusammen mit seinem Stiefsohn Sextus Papinius, dem Quästor Betilienus Bassus sowie einem weiteren Senator, der Verschwörung gegen Kaiser Caligula angeklagt. Da er die Verschwörung verriet, kam er mit dem Leben davon. Tacitus berichtet in diesem Zusammenhang, dass Cerialis unter Kaiser Nero durch besonderen Opportunismus auffiel; er stellte nach der Pisonischen Verschwörung im Jahr 65 als Suffektkonsul im Senat den Antrag, es solle dem göttlichen Nero ein Tempel auf Kosten des Gemeinwesens errichtet werden. Als Cerialis nicht viel später durch Annaeus Mela, den Bruder Senecas, selbst angezeigt wurde und sich das Leben nahm, hatte man, so Tacitus, wenig Mitleid mit ihm, da man sich erinnerte, dass er seinerzeit eine Verschwörung gegen Caligula verraten hatte.